# Ilyč
Ilyč nebo také Ylyč (rusky Илыч nebo Ылыч) je řeka v Komiské republice v Rusku. Je 411 km dlouhá. Povodí má rozlohu 16 000 km².

## Průběh toku
Pramení na západních výběžcích Severního Uralu. Na horním toku má nízké břehy, zatímco na středním toku je říční údolí značně zaříznuto do okolního terénu. Na dolním toku teče přes Pečorskou nížinu v širokém úvalu mezi zplavovanými luhy. Ústí zprava do Pečory.

### Přítoky
- zprava – Kogel
- zleva – Palju

## Vodní stav
Zdrojem vody jsou sněhové a dešťové srážky. Průměrný roční průtok vody ve vzdálenosti 47 km od ústí u vesnice Maksimove činí 177 m³/s. Zamrzá na začátku listopadu a rozmrzá na konci dubna.

## Využití
Vodní doprava je možná od Šantymu. Na levém břehu se rozkládá Pečoro-Ilyčská přírodní rezervace.